# 仲村コニー
仲村 コニー（なかむら コニー、11月1日 - ）は、日本の女性アイドル。

## 略歴
2015年からはグァム、2020年にはインドネシアでもライブを行う。 
3rdシングル「ガラス言葉」は浜崎あゆみやKinKi Kidsなどメジャーシンガーに数多くの楽曲を提供しているHΛLプロデュースの作品。
2019年には読売テレビ「マヨなか笑人」コンプレックススターオーディションに合格しコンプレックスレインボーのメンバーとして古坂大魔王プロデュースで「I Have a Complex」配信デビュー。

## 人物・エピソード
- バイリンガルでハーフ。ガラスの靴を片方なくしたアイドルシンガー。
- 独自の世界観を持ち、いちごの国のお姫様を自負している。

## 作品

### シングル
- 「take me to the moon」（2019年5月1日配信開始）[1]
- 「Strawberry dream」（2020年5月22日配信開始）[2]
- 「ガラス言葉」（2020年8月30日配信開始）[3]